# Bell Challenge 2003
Il Bell Challenge 2003 è stato un torneo di tennis giocato sul cemento indoor. È stata l'11ª edizione del Bell Challenge, che fa parte della categoria Tier III nell'ambito del WTA Tour 2003. Si è giocato al PEPS sport complex di Québec in Canada, dal 27 ottobre al 2 novembre 2003.

## Campionesse

### Singolare
Marija Šarapova ha battuto in finale  Milagros Sequera che si è ritirata sul punteggio di 6–2

### Doppio
Li Ting /  Sun Tiantian hanno battuto in finale  Els Callens /  Meilen Tu con il punteggio di 6–3, 6–3